# Glory Days (serie televisiva)
Glory Days  è una serie televisiva statunitense in 6 episodi trasmessi per la prima volta nel corso di una sola stagione nel 1990.
La serie ruota intorno a quattro amici da poco laureatisi alla Kensington High School: Dave Rutecki (un poliziotto), Dominic Fopiano, Peter 'T-Bone' Trigg e Walker Lovejoy (interpretato da un giovane Brad Pitt).

## Personaggi
- Dave Rotecki (6 episodi), interpretato da	Spike Alexander.
- Walker Lovejoy (6 episodi), interpretato da	Brad Pitt.
- Dominic Fopiano (6 episodi), interpretato da	Evan Mirand.
- Peter 'T-Bone' Trigg (6 episodi), interpretato da	Nicholas Kallsen.
- Sheila Jackson (6 episodi), interpretato da	Beth Broderick.
- tenente V.T. Krantz (6 episodi), interpretato da	Robert Costanzo.
- Michelle (2 episodi), interpretata da	Jill Novick.

## Produzione
La serie, ideata da Patrick Hasburgh, fu prodotta da Dimension Television, Outerbanks Entertainment e Miramax Television e girata  a Vancouver in Canada. Le musiche furono composte da Peter Bernstein. Tra i registi della serie sono accreditati Marc Laub (2 episodi) e Anson Williams (2 episodi)

## Distribuzione
La serie fu trasmessa negli Stati Uniti nel 1990 sulla rete televisiva Fox. In Italia è stata trasmessa su Canale 5 con il titolo Glory Days.
Alcune delle uscite internazionali sono state:
- negli Stati Uniti il 25 luglio 1990 (Glory Days)
- in Germania il 1º aprile 1995
- in Francia il 27 aprile 2002
- in Italia (Glory Days)

## Episodi
| Stagione       | Episodi | Prima TV USA |
| -------------- | ------- | ------------ |
| Prima stagione | 6       | 1990         |